# Epicoccum magnoliae
Epicoccum magnoliae är en lavart som beskrevs av Tognini 1899. Epicoccum magnoliae ingår i släktet Epicoccum och familjen Pleosporaceae.   Inga underarter finns listade i Catalogue of Life.